# Józef Sułkowski

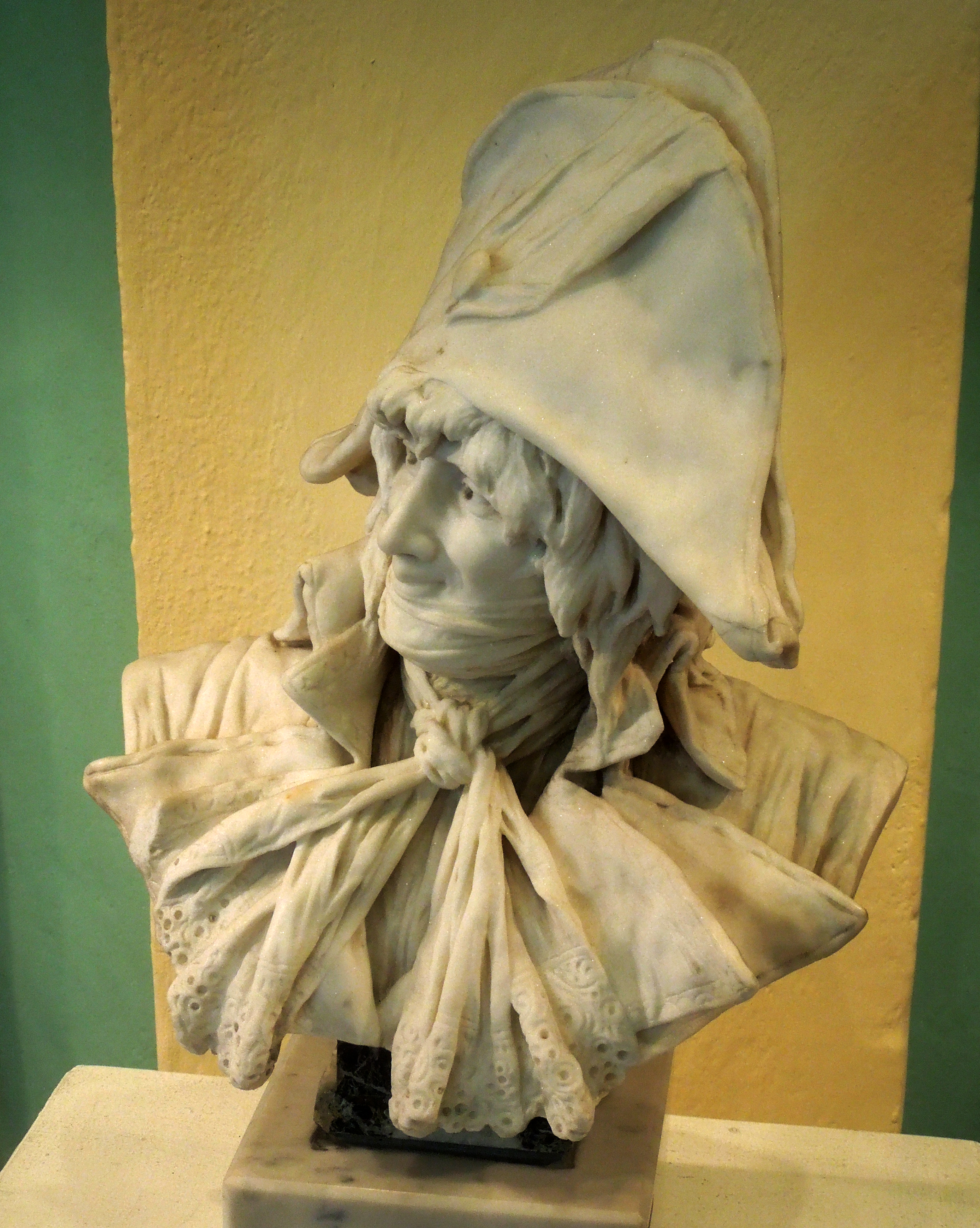
Friedrich Kühn – popiersie Józefa Sułkowskiego

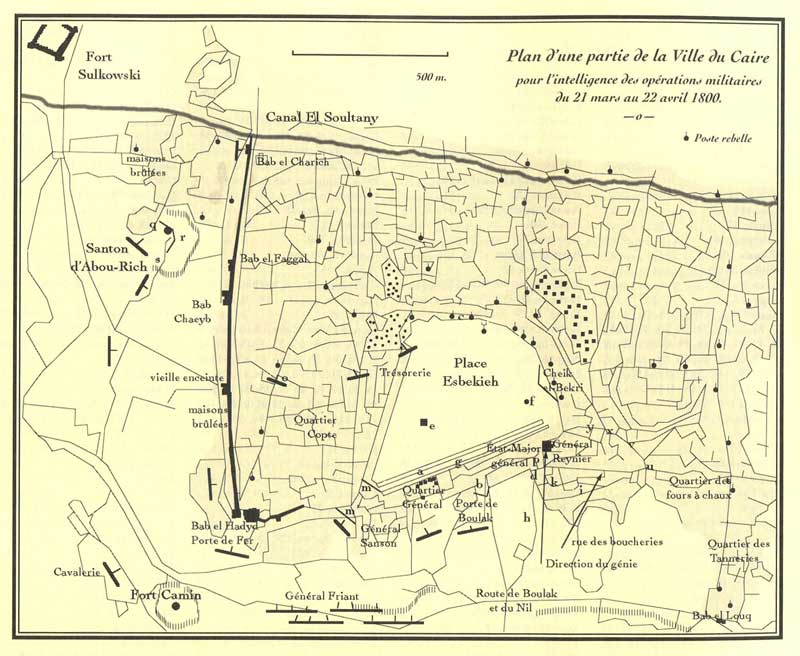
Fort Sulkowski

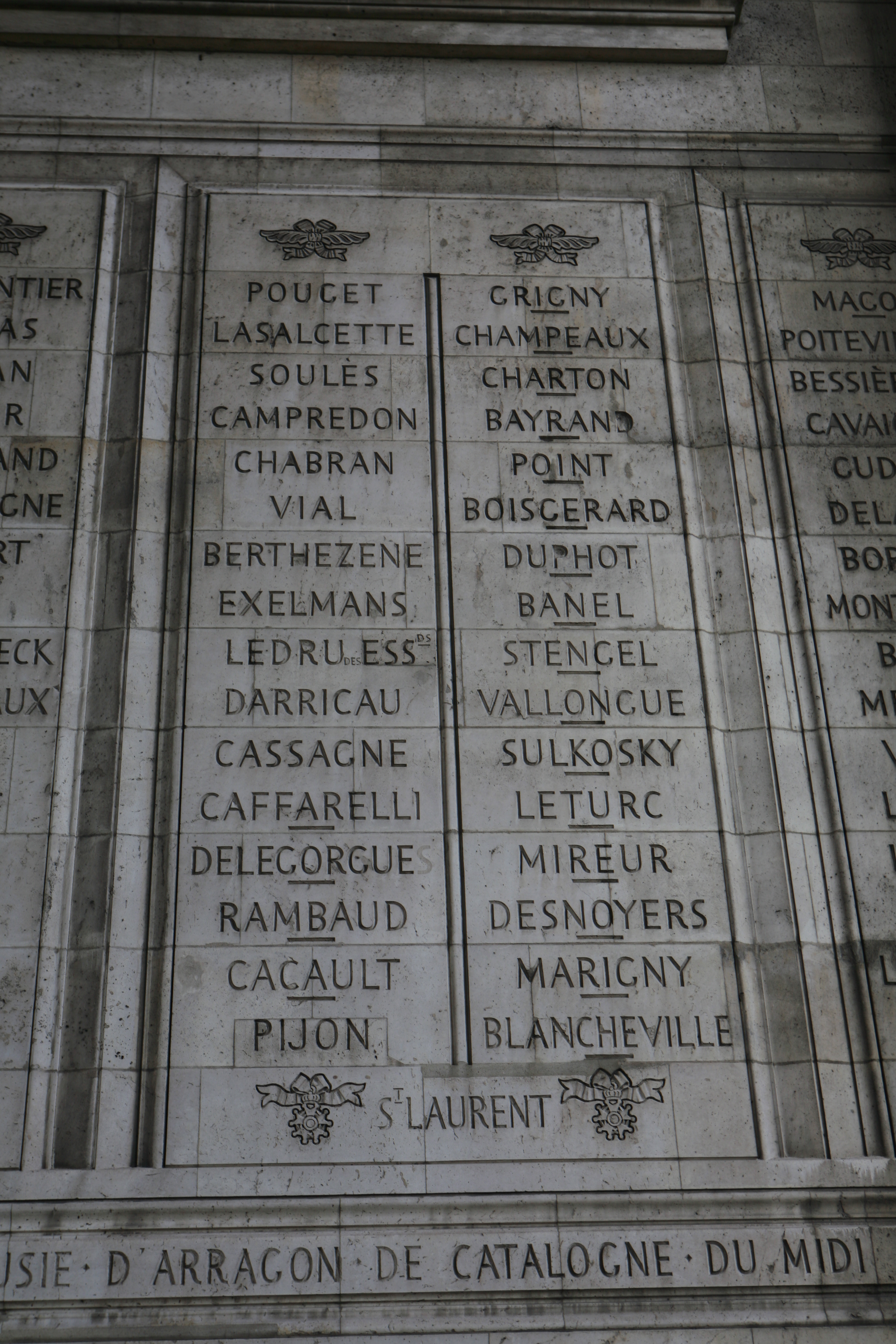
Upamiętnienie Sułkowskiego na południowej kolumnie Łuku Triumfalnego w Paryżu

Józef Sułkowski herbu Sulima (ur.  18 stycznia 1773 w Raab, zm. 22 października 1798 w Kairze) – polski oficer, adiutant Napoleona, kawaler maltański i Kawaler Orderu Virtuti Militari.
Urodzony na Węgrzech w miejscowość Raab, syn grafa Teodora Sułkowskiego, pułkownika wojsk cesarskich, i Węgierki Julii Quelisk.

## Życiorys
Wychowany przez stryja, ordynata rydzyńskiego księcia Augusta Sułkowskiego. 1 stycznia 1783 roku rozpoczął, jako kadet, służbę w 10 Regimencie Pieszym Koronnym. 1 kwietnia 1784 roku awansował tam na podchorążego, następnie 29 grudnia tegoż roku na chorążego. 15 maja 1786 roku awansował na porucznika, a 16 czerwca 1791 roku na kapitana. Mimo arystokratycznego pochodzenia Konstytucję 3 maja uważał za „nieśmiałą, niepełną, zbyt ustępliwą wobec kastowych uprzedzeń i wstecznych wyobrażeń szlachty”.
Uczestniczył w wojnie polsko-rosyjskiej w 1792 roku, jako jeden z pierwszych został odznaczony nowo ustanowionym orderem Virtuti Militari za męstwo okazane podczas obrony przeprawy mostowej podczas bitwy pod Zelwą. Generał Michał Zabiełło tak pisał o nim do króla:

Kapitan Sułkowski na czele strzelców służył... Pełen brawury i zdolności. W ostatniej rozprawie... zatrzymał i odrzucił od mostu więcej niż 400 kozaków trzydziestoma strzelcami. Zawsze się naraża. Oficer ten młody, bardzo świetny na wojnie i daje największe nadzieje.

Po zakończeniu wojny wyjechał do Francji, gdzie od rewolucyjnego rządu francuskiego otrzymał misję dyplomatyczną do Turcji. Misji tej jednak nie wypełnił, gdyż dowiedziawszy się o wybuchu insurekcji kościuszkowskiej w 1794 roku, przekradł się z powrotem do kraju, aby stanąć do walki. Przybył za późno, gdyż powstanie już upadało. Po krótkim udziale w ostatnich walkach ponownie wyjechał do Francji. Od 1793 r. obywatel Republiki Francuskiej.
We Francji udało mu się wstąpić do armii francuskiej w stopniu kapitana i otrzymać przydział do generała Berthiera w północnych Włoszech. Traktowany z nieufnością, przez pierwsze miesiące służby w Armii Włoch był odsuwany od pracy sztabowej i wysyłany do walki. Wyróżniwszy się walecznością podczas ataku na czele trzystu grenadierów na redutę San Giorgio i zdolnościami taktycznymi w czasie kampanii włoskiej w 1796 roku, Sułkowski został zauważony przez Napoleona, który mianował go swoim adiutantem. W bitwie pod Arcole został poważnie ranny, ratując życie Napoleona. Po zakończeniu kampanii włoskiej powrócił do Paryża, gdzie zajął się organizowaniem biblioteki wojskowej dla Bonapartego. Wszedł w spór z Janem Henrykiem Dąbrowskim na tle listy obsady oficerskiej Legionów Polskich we Włoszech, w którym Napoleon wziął stronę Dąbrowskiego. Chcąc odzyskać utraconą pozycję u Napoleona, odrzucił ofertę nowego wodza Armii Włoch, generała André Massény, który zamierzał mianować go szefem swojego sztabu głównego.
W 1798 roku otrzymał nominację na brygadiera i wyruszył z Napoleonem na wyprawę do Egiptu. Sułkowski jako jeden z pierwszych wdarł się na mury twierdzy na Malcie. Brał udział w kilku bitwach (m.in. podczas oblężenia Aleksandrii i w bitwie pod piramidami), odnosząc rany. Za odwagę wykazaną podczas bitwy pod Salkeyeh Napoleon awansował go z szefa szwadronu na szefa brygady, co oznaczało zamianę szlifów kapitana na dystynkcje pułkownika. Po podleczeniu ran Sułkowski został przydzielony przez Napoleona do zadań cywilnych w Instytucie Egipskim; zajmował się organizacją sądów i oświatą. Zginął 22 października 1798 roku, gdy wracając ze zwiadu, na przedmieściach Kairu został zaatakowany przez oddział powstańczy. Aby uczcić jego pamięć, Napoleon nazwał imieniem Sułkowskiego jeden z fortów pod Kairem. Jego nazwisko też zostało wpisane na kolumnie południowej Łuku Triumfalnego w Paryżu. Nazwę Przylądek Sułkowskiego (ros. Мыс Сулковского, ang. Mys Sulkovskogo) nosi północny cypel Wyspy Miedzianej należącej do Wysp Komandorskich, na wschód od Kamczatki, na Morzu Beringa.
W swym raporcie dla Dyrektoriatu Bonaparte napisał:

Mój adiutant Sułkowski, przeprowadzając rankiem 1 Brumaire’a rozpoznanie ruchów nieprzyjacielskich w okolicach Kairu, został w drodze powrotnej napadnięty przez całą ludność przedmieścia. Po poślizgnięciu się konia Sułkowski poniósł okrutną śmierć. Był to oficer największych nadziei.

## Sułkowski w kulturze
Sułkowski jest tytułowym bohaterem dramatów Stefana Żeromskiego Sułkowski (1910) oraz Romana Brandstaettera Józef Sułkowski (1952).
Jest też główną postacią 3 obrazów batalistycznych, autorstwa Stanisława Eugeniusza Bodes, z serii Chwała Bohaterom – Dzieje Oręża Polskiego:
1. Bitwa pod Piramidami – 21/22 VII 1798
2. Bitwa pod Salhayeh – 11 VIII 1798
3. Kair – śmierć Józefa Sułkowskiego – 22 X 1798[9]